# 红十月村 (库尔干州)
红十月村（羅馬化：Krasnyy Oktyabrʹ）是俄罗斯库尔干州的工人村（市级镇），属卡尔加波利耶区，地处库尔干州中部，在区行政中心卡尔加波利耶东南、州府库尔干西北方。一条小河流经该地南部。村内设有铁路车站科索布罗茨克（Кособродск）站。
该地2021年人口有4,230人；2010年人口4,234；2002年人口4,178；1989年人口4,517。